# Chevra Kadisa Aggok Menháza
A Chevra Kadisa Aggok Menháza egy 19. század végén épült zsidó idősek otthonául szolgáló épület. Napjainkban az Uzsoki Utcai Kórház Krónikus és Rehabilitációs Belgyógyászati Osztályai találhatóak benne.

## Története
A neves 19. századi zsidó építész, Freund Vilmos az 1880-as években a Szabolcs Utcai Kórház megtervezését végezte. Ezt követően kapott megbízást a pesti Chevra Kadisa egyesülettől egy idősek otthona-épület létrehozására. A (mai nevükön) XIV. kerületi Hungária körút, Erzsébet királyné útja és Francia út közötti telken Hungária körút 167–169. szám alatt 1892-ben felépült Aggok Menháza hatalmas épület, stílusa eklektikus. Freund előtt az épület kialakításakor elsősorban a funkció lebegett. Nyerstégla homlokzatának kialakítása – az ugyancsak Freund által tervezett Bethlen téri Izraelita Siketnémák Budapesti Országos Intézetéhez hasonlóan – neoreneszánsz és neoromán elemeket tartalmaz. Az épület kezdetben egy emeletes volt, 1926-ban bővítették egy másodikkal. 1+2+5+2+5+1 félköríves záródású ablakbeosztása, két oldal- és egy középrizalittal tagolt kiegyensúlyozott ritmusú épület. Két oldalt középrizalittal tagolt, íves kialakítású főbejárat foglal helyet, a tetejükön lévő egyenes párkányzatra héber és magyar nyelvű felirat került: „Ne dobj el minket aggság idején, erőnk fogytán ne hagyj el minket.”
Az épületben zsidó imaterem is létesült, amelynek tóraszekrénye edikulás kiképzésű volt. Két oszlop tartotta, íves záródású, tagolt párkányzata felett két kőtábla utalt a zsidó vallás alapjaira. A magas nagy méretű, Dávid-csillaggal ellátott rózsaablak került. Az imaterem bimája a szentély közelében állt.
Az intézmény 1945 után államosításra került, és jelenleg az Uzsoki Utcai Kórház Krónikus és Rehabilitációs Belgyógyászati Osztályai telephelyeként üzemel. Az épület műemléki védelem alatt áll.

## Képtár
- A Hungária körút felőli homlokzat
- Az Erzsébet királyné útja felőli homlokzat
- Az épület vége a vasút töltés irányából
- Az épület oldala
- Faldíszítés oldalról nézve
- Faldíszítés alulról nézve
- Ablakok
- Ablak
- Alagsorablak
- Az épület sarka